# ジェームズ・ハウ (第2代準男爵)
第2代準男爵サー・ジェームズ・ハウ（英語: Sir James Howe, 2nd Baronet、1669年ごろ – 1736年1月19日）は、ウィルトシャー出身の政治家。トーリー党の一員として庶民院議員（在任：1698年 – 1701年、1702年 – 1705年、1708年 – 1709年）を務めた。出身選挙区のヒンドン選挙区は頻繁な賄賂事件で知られ、1701年1月イングランド総選挙と1702年イングランド総選挙で賄賂が立証され議員が失職していたが、ハウ自身も1708年イギリス総選挙で賄賂を主張する選挙申し立てにより失職した。

## 生涯
初代準男爵サー・ジョージ・グロバム・ハウと妻エリザベス（Elizabeth、旧姓グリムストン（Grimston）、1708年/1709年没、第2代準男爵サー・ハーボトル・グリムストンの娘）の息子として、1669年ごろに生まれた。1676年9月26日に父が死去すると、準男爵位を継承した。
1697年12月、ヒンドン選挙区の補欠選挙に出馬する予定であり、選挙活動に多額の資金を投入したが、選挙直前に立候補を辞退して、代わりに姉ドロシーの夫にあたるヘンリー・リー（トーリー党所属）への支持を表明、リーはホイッグ党候補レノルズ・カルソープを破って当選した。1698年イングランド総選挙ではハウが自ら出馬して当選した。この選挙ではハウがカルソープと手を組んだ可能性があったものの、1701年1月イングランド総選挙では確実に敵対したという。1701年11月イングランド総選挙では出馬しなかったが、アン女王が即位した後の1702年イングランド総選挙では出馬して、82票でトップ当選した。議会ではトーリー党に所属したとされ、1704年11月にタッカー（トーリー党における、便宜的国教徒禁止法案と金銭法案を一緒に議決することで、前者を通過させる動き）をめぐる法案に賛成した。
1705年イングランド総選挙で得票数3位（56票）となり落選、1708年イギリス総選挙で一旦は当選したものの、賄賂を主張するカルソープの選挙申し立てが通り、1709年2月にハウの代わりにカルソープが議席を得ることで決着した。以降2度と立候補しなかったが、1711年の補欠選挙では姉の息子にあたるヘンリー・リー・ワーナーを支持した。
1736年1月19日に死去、ベリック・セント・レオナードで埋葬された。準男爵位は継承者がおらず廃絶、ウィルトシャーでの地所とサマセットでの邸宅は姉の息子にあたるヘンリー・リー・ワーナーが継承した。

## 家族
1689年10月2日にエリザベス・ナット（Elizabeth Nutt、1691年9月8日没、エドワード・ナットの娘）と結婚したが、2人の間に子供はいなかった。
1694年8月2日にミルトン・リルボーンでエリザベス・ストラトフォード（Elizabeth Stratford、ヘンリー・ストラトフォードの娘）と再婚したが、2人の間に子供はいなかった。